# شتاير إتش إس 50
شتاير إتش إس .50 بندقية قنص نمساوية الصنع طورت عام 2004، تعتبر من أقوى بنادق القنص بالعالم.

## مقارنة مع قناصات قوية
| الاسم                | الطول  | الصناعة | العيار   | المدى القاتل |
| -------------------- | ------ | ------- | -------- | ------------ |
| شاهر                 | 185 سم | إيران   | 14.5 ملم | 4000 متر     |
| غول                  | 200 سم | فلسطين  | 14.5 ملم | 2000 متر     |
| شتاير (Steyr HS .50) | 137 سم | النمسا  | 12.7 ملم | 1500 متر     |
| دراغونوف             | 120 سم | روسيا   | 7.62 ملم | 1200 متر     |

## الدول المستخدمة
- [6]العراق
- فلسطين - كتائب القسام
- روسيا
- الكاميرون
- المكسيك
- الهند
- سوريا
- إيران
- العراق